# Charlie Hannaford
Charles William „Charlie“ Hannaford (* 8. Januar 1896 in Finsbury Park, London; † 28. Juli 1970 in Aylesbury) war ein englischer Fußballspieler.

## Karriere
Hannaford gehörte während seiner Schulzeit zu den herausragenden Fußballern seines Jahrgangs und spielte 1910 für die englische Schülernationalmannschaft gegen Wales, zuvor war er der überragende Spieler der Schulauswahl von Tottenham, die das Viertelfinale des English Schools’ Shields 1909/10 erreichte. Obwohl er Schüler der Belmont School war, spielte er in der Folge bis zur Einstellung des Spielbetriebs wegen des Ersten Weltkriegs für die Page Green Old Boys, eine Amateurmannschaft die eigentlich ehemaligen Schülern der Page Green School vorbehalten war. Mit den Old Boys erreichte er 1914/15 das Viertelfinale im FA Amateur Cup, das im Wiederholungsspiel gegen den FC Clapton verloren ging. Zudem war er als Amateur für Tottenham Hotspur bei der Football League registriert. Zu seinem einzigen Einsatz für die Spurs kam Hannaford in der London Football Combination, einer kriegsbedingten Ersatzliga, am 25. Dezember 1916 in einer Partie gegen den FC Brentford. Ab 1919 spielte Hannaford für den Amateurklub Tufnell Park, mit dem der Linksaußen 1920 das Finale des FA Amateur Cups erreichte; im Halbfinale hatte er den Siegtreffer gegen Stanley United erzielt. In der Finalpartie verletzte sich Hannaford und musste das Feld noch vor der Halbzeitpause verlassen, seine Mitspieler verloren die Partie in Unterzahl nach Verlängerung mit 0:1 gegen Dulwich Hamlet.
Zur Saison 1920/21 wechselte Hannaford ins Profilager zu Maidstone United in die Kent League, für die er in den folgenden Monaten 39 Saisontreffer erzielte, bevor ihn im März 1921 der FC Millwall in die Football League Third Division South lotste. Nach zwölf Toren in 37 Einsätzen für den Klub aus dem Londoner Südosten wechselte er im Juli 1923 innerhalb der Liga zum benachbarten Verein Charlton Athletic. Dort spielte er einige Monate, bevor er im März 1924 vom Ostlondoner Zweitdivisionär Clapton Orient verpflichtet wurde, um dort den Abgang des Linksaußen und englischen Nationalspielers Owen Williams zu kompensieren, der an den FC Middlesbrough verkauft worden war. Bei den O's steuerte Hannaford bereits in seinem Debütspiel bei einem 4:0-Sieg gegen Coventry City einen Treffer bei und war auch in der Folge Stammspieler auf dem linken Flügel, wo er mit kraftvollen Läufen und einem strammen Schuss auf sich aufmerksam machte. Mitte 1925 nahm er mit einer Auswahl der Football Association an einer mehrmonatigen Australienreise teil, bei der auch die Nationalspieler Teddy Davison, Leonard Graham, Harry Hardy, Ernie Simms und Charlie Spencer zur Reisegruppe gehörten. Die Auswahl bestritt insgesamt 25 Partien auf dem „fünften Kontinent“, die allesamt gewonnen wurden.
Im Dezember 1925 wechselte Hannaford für £1.000 zu Manchester United in den Nordosten Englands und spielte damit kurz vor seinem 30. Geburtstag erstmals in der First Division. Bei United kam Hannaford nur selten gegen die Konkurrenten Frank McPherson, Harry Thomas und Teddy Partridge auf dem linken Flügel zum Zug und reichte bereits im November 1926 ein Transfergesuch ein, das aber trotz eines Angebots seines Ex-Klubs Clapton von der Vereinsführung abgelehnt wurde. Am Ende der Saison wurde er von United nicht mehr weiter verpflichtet und Hannaford erwog eine Übersiedlung nach Australien. Im September 1928 schloss er sich nochmals Clapton Orient an, es gelang ihm aber nicht mehr an seine vorherigen Leistungen anzuknüpfen und kam in der Saison 1928/29 nur noch zu vier Einsätzen, als Clapton als Tabellenletzter aus der Second Division abstieg.
Abseits des Platzes war Hannaford ein renommierter Pianist, dessen Spezialität Jazz war.